# Casirate d’Adda
Casirate d’Adda – miejscowość i gmina we Włoszech, w regionie Lombardia, w prowincji Bergamo.
Według danych na styczeń 2009 gminę zamieszkiwało 3920 osób przy gęstości zaludnienia 384,3 os./1 km².

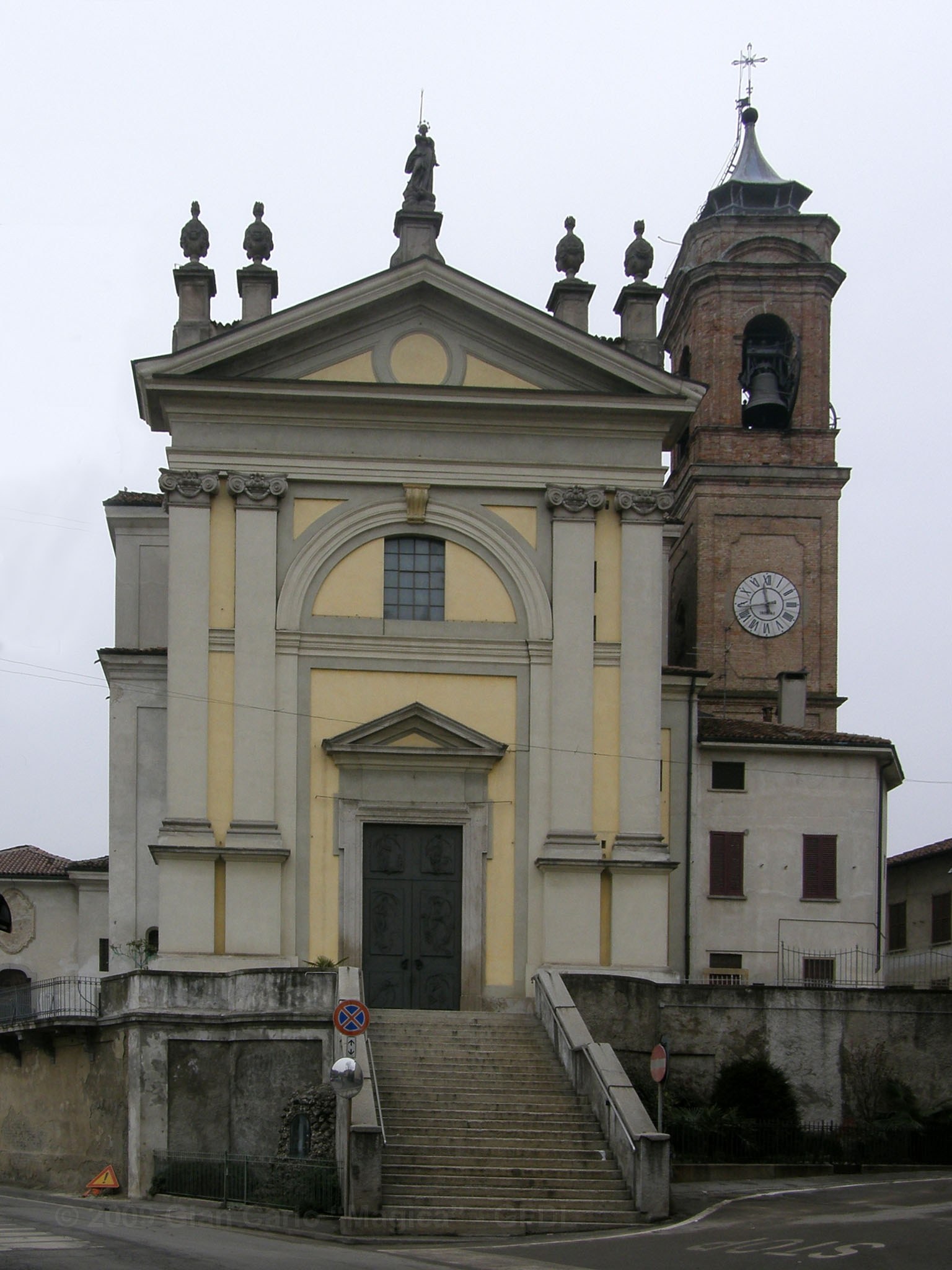
Kościół parafialny